# Дурдыев, Байрамдурды
Байрамдурды Дурдыев (туркм. Bayramdurdy Durdyyew; 17 марта 1960, Туркменская ССР, СССР) — советский футболист, туркменский футбольный тренер.

## Биография
В качестве игрока выступал за гулистанский «Хлопковик» и небитдагский «Небитчи».
Закончив игровую карьеру стал тренером. В 1990 году был помощником главного тренера клуба «Небитчи», а в 2000 стал главным тренером этой команды.
С 2011 года главный тренер Молодёжной сборной Туркменистана по футболу. В 2012 году вместе со сборной занял последнее место на Кубке Содружества в Санкт-Петербурге.

## Достижения
Победитель и призёр юношеских чемпионатов и первенств Туркменистана 2000, 2005—2009, 2011 годов.